# V-tegn
V-tegnet er et håndtegn, hvor pegefinger og langfinger danner et V ved at holdes strakt og spredt, mens de øvrige fingre bøjes ind mod håndfladen. Det er således et tegn fra kropssproget, som i Danmark mest har betydningen at være et sejrstegn. Det kan vises både med håndfladen vendt væk fra én selv og den modsatte vej. Tegnet opfattes forskelligt i forskellige egne af verden, og opfattelsen varierer også efter, om håndfladen vendes den ene eller den anden vej.

## Churchills V-tegn
I begyndelsen af 2. verdenskrig, hvor mange belgiere støttede kampen mod Tyskland ved at skrive bogstaverne RAF med kridt allevegne, foreslog radioreporteren Victor de Laveleye, at man skulle tilføje et V for vrijheid (nederlandsk for "frihed"). V står også for sejr på engelsk (victory) og fransk (victoire). Ideen blev taget op af BBC, der 20. juli 1941 lancerede en kampagne med et budskab fra Churchill til det besatte Europa.
Winston Churchill benyttede herefter V-tegnet til at symbolisere håbet om sejr i verdenskrigen. I begyndelsen benyttede han tegnet med håndfladen mod sig selv (sommetider endda med den berømte cigar mellem fingrene) . Senere begyndte han at vende håndfladen udad . Det menes, at den aristokratiske Churchill skiftede til denne form efter at være gjort opmærksom på, at tegnet givet med håndfladen vendt mod sig selv for andre klasser i samfundet symboliserede en fornærmelse, nærmest af samme styrke som at give den velkendte finger.
Douglas Ritchie fra BBC European Service foreslog at sætte lyd på V-tegnet ved at bruge rytmen fra morsealfabetets kode for "V" – tre korte og en lang tone. Dette er også åbningstakterne fra Beethovens femte symfoni (fem skrives selvfølgelig også som romertallet V), og disse takter blev åbningsstrofen på alle europæiske udsendelser fra BBC i resten af krigen. Det ironiske i, at temaet var komponeret af en tysker undgik ikke offentlighedens opmærksomhed, ligesom også de mere musikalsk kyndige kunne værdsætte, at skæbnen bankede på Tysklands dør, eftersom den 5. symfoni også kaldes skæbnesymfonien. ( Lyt til dette kaldesignal ?).
Noderne til de første takter af skæbnesymfonien ser således ud:

## Vietnamkrigen og fredstegnet
USA's præsident Richard Nixon brugte så ofte V-tegnet til at betegne sin overbevisning om at sejre, at tegnet blev et af hans kendetegn. Han benyttede det endda ved sin (mindre sejrrige) tilbagetræden som præsident, da han for sidste gang forlod Det Hvide Hus. 
Sejrstegnet blev overtaget af krigsmodstanderne og brugt som et fredstegn.

## Japan og V-tegnet
Under Vinter-OL 1972 i Sapporo fik skøjteløberen Janet Lynn en plads i Japansk popkultur, da hun faldt under sit friløb, men alligevel fortsatte med at smile, mens hun sad på isen. Hun opnåede kun en tredjeplads, mens hendes muntre holdning og utrættelighed fangede mange japanske seere og gjorde hende til en berømthed i Japan med ét slag. Senere viste Lynn, der var fredsaktivist, gentagne gange V-tegnet i japanske medier. Skønt V-tegnet var kendt i Japan før Lynn gjorde brug af det, tilskrives hun dets populære brug på amatørfotografier. En anden mulig oprindelse til denne brug er, at den er opstået under besættelsen af Japan efter 2. verdenskrig. Det er muligt, at tegnet senere indgik i den folkelige kultur efter at være set hos tropperne, uanset at dets oprindelige betydning måske ikke har været forstået.
I 1970'erne og 1980'erne ledsagedes V-tegnet i Japan ofte af lyden "piisu!". Dette gairaigo-udbrud, som stod for "fred", benyttes ikke længere, hvorimod V-tegnet selv forbliver populært.
Måske skyldes det kulturel indflydelse fra Japan, at V-tegnet ofte bruges på fotografier i Korea, Hongkong og Taiwan, især blandt unge. Tegnet ses brugt overalt på Taiwan og er tæt forbundet med ordet "lykke". Annoncer i aviser og på Tv betegner "lykke" ved at vise vinkende hænder med V-tegnet. 

## Tegnets oprindelse
Det er en gammel myte, at brugen af tegnet er opstået under hundredårskrigen, hvor walisiske bueskytter deltog på den engelske side. Ifølge myten amputerede franskmændene de to fingre på tilfangetagne skytters højre hånd, og tegnet blev derfor brugt af de stadig aktive skytter til at håne deres franske modstandere. 
Der kan ligge fakta til grund for myten, eftersom historieskriveren Jean Froissart (ca. 1337-ca. 1404), der skrev Chronicles (som er en primær kilde til forståelsen af Europa i det 14. århundrede og til krigens skiftende begivenheder), beretter om denne brug.

## Andre betydninger
- I de døves tegnsprog i USA betegner det tallet 5.
- De to fingre kan symbolisere dyrs horn, og tegnet benyttes derfor også nedsættende i betydningen hanrej.
- Tegnet kan illudere dyr med lange ører som kaniner eller æsler. I Italien, Spanien og Portugal benyttes tegnet derfor ofte som et "æsel-tegn" til at signalere dumhed.
- Tegnet kan benyttes med forskellige (ofte nedsættende) seksuelle betydninger ved at referere til spredte ben ("luder") eller til de ydre, kvindelige kønsorganer, hvorved det også benyttes til at betegne kusse eller cunnilingus.
- Det repræsenterer også tallet 2 og ses derfor brugt til at signalere, at man ønsker at få to ting.
- Hvis de to fingre bøjes lidt, benyttes tegnet til at symbolisere, at der sættes et tænkt anførselstegn omkring det, man er i gang med at udtale.
- Nogle bruger det også for at repræsentere, at man er fra Vestegnen